# Người Xa
Xa (Trung văn: 畲族; phiên âm Hán Việt: Xa tộc) là một trong 56 dân tộc được công nhận chính thức tại Cộng hòa Nhân dân Trung Hoa . Chữ"畲"trong tên gọi của tộc này có nghĩa là"đốt nương làm rẫy", đọc là"xa". Người Xa tự gọi mình là [saŋ44 xaʔ5] (山哈). [saŋ44] trong tiếng Xa có nghĩa là"núi", [xaʔ5] có nghĩa là khách, người khách, [saŋ44 xaʔ5] ý là người khách sống trong núi .
Tộc Xa là dân tộc thiểu số có số dân đông nhất tỉnh Phúc Kiến. Ngoài ra, dân tộc này cũng sinh sống tại các tỉnh Chiết Giang, An Huy, Giang Tây và Quảng Đông. Một số người Xa cũng di cư đến Đài Loan và được xếp vào cộng đồng Khách Gia.

## Ngôn ngữ
Tiếng Xa là một ngôn ngữ thuộc ngữ hệ H'Mông-Miền. Tiếng Xa không có văn tự riêng. Hiện nay 99 phần trăm người Xa sử dụng phương ngôn Khách Gia của tiếng Hán . Những người còn lưu giữ được ngôn ngữ của dân tộc mình - xấp xỉ 1.200 tại tỉnh Quảng Đông - tự gọi mình là [hɔ22 ne42] (người miền núi) (活聶). Một số người cho rằng họ là hậu duệ của người Đông Di, Nam Man hay Bách Việt.